# Behice Hanım
Behice Hanım (turco ottomano: بھیجه خانم, lett. "felicità"; nata Behiye Maan; dopo la legge sul cognome del 1934: Behice Maan; Adapazarı, 10 ottobre 1882 – Istanbul, 22 ottobre 1969) è stata una consorte del sultano ottomano Abdülhamid II.

## Biografia

### Infanzia
Behice Hanım nacque il 10 ottobre 1882 a Beynevid, Adapazarı, provincia di Sakarya. Nata come Behiye Maan, era abcasa. Suo padre era Albus Bey Maan, nipote di Kats Bey Maan. Sua madre era Nazli Hanım Kucba, figlia di Hacı Kuç Pasha. Aveva un fratello, Rauf Bey, e quattro sorelle, Atiye Hanım, Tasvire Hanım, Ihsan Hanım, e Nimet Hanım. Era cugina di Sazkar Hanim, anche lei consorte del Sultano Abdul Hamid II. Era anche imparentata con la moglie di Halil Kut Pasha. Venne descritta come bellissima, alta e bionda, con gli occhi blu, di carattere orgoglioso e molto arrogante.

### Matrimonio
Il padre di Behiye venne a sapere che Abdul Hamid stava cercando una moglie per suo figlio, Şehzade Mehmed Burhaneddin, e quindi, nel 1899 la condusse a corte, e presentata al Sultano. Tuttavia, Abdülhamid fu conquistato dalla bellezza della giovane ragazza che lui stesso chiese la sua mano in matrimonio, che il padre accettò malgrado Behiye si fosse opposta alla cosa. Il matrimonio ebbe luogo il 10 maggio 1900 nel Hünkar Kiosk del Palazzo di Yıldız. Behice aveva diciotto anni, mentre Abdülhamid II ne aveva cinquantotto. Le fu dato il nome Behice e il titolo di "Quinta Ikbal"
Un anno dopo il matrimonio, il 22 giugno 1901, diede alla luce due gemelli, Şehzade Ahmed Nureddin e Şehzade Mehmed Badreddin. Badreddin morì all'età di due anni il 13 ottobre 1903, di febbre cerebrale.
Il 27 aprile 1909, Abdul Hamid fu deposto, e inviato in esilio a Tessalonica. Lei non lo seguì, e rimase a Istanbul. Fu inviata con suo figlio nel palazzo di Maslak. Dopo che Tessalonica divenne parte della Grecia nel 1912, Abdul Hamid ritornò a Istanbul nel Palazzo di Beylerbeyi, dove lui morì nel 1918.

### Ultimi anni e morte
Nel 1924, la famiglia imperiale fu inviata in esilio. Behice andò a Napoli con suo figlio, in un appartamento in via Generale Orsini. Suo figlio in seguito si trasferì a Parigi, lasciandola lì, dove lui morì nel 1945. Dopo la morte di suo figlio, la vita per lei divenne difficile, perché rimase senza soldi dopo che la sua serva la derubò di quel che le fu inviato dalla famiglia in Turchia. Un parente la rintracciò nel 1969 e rimase sconvolto dalle sue condizioni: i suoi capelli erano spettinati, le sue unghie erano diventate estremamente lunghe e non si lavava da settimane. Riuscì a riportarla a Istanbul a marzo, ma era così malata che morì pochi mesi dopo, il 22 ottobre 1969 all'età di ottantasette anni. Fu sepolta nel Cimitero di Yayha Efendi a Istanbul.

## Discendenza
Da Abdülhamid II, Behice Hanım ebbe due figli gemelli:
- Şehzade Ahmed Nureddin (22 giugno 1901 - dicembre 1944). Ebbe una consorte e un figlio.
- Şehzade Mehmed Bedreddin (22 giugno 1901 - 13 ottobre 1903). Morto di meningite, venne sepolto nel cimitero Yahya Efendi.